# Ivanivka, Svitlovodsk
Ivanivka (în ucraineană Іванівка) este o comună în raionul Svitlovodsk, regiunea Kirovohrad, Ucraina, formată numai din satul de reședință.

## Demografie
Componența lingvistică a comunei Ivanivka
     Ucraineană (93,34%)
     Rusă (6,5%)
     Alte limbi (0,15%)
Conform recensământului din 2001, majoritatea populației comunei Ivanivka era vorbitoare de ucraineană (93,34%), existând în minoritate și vorbitori de rusă (6,5%).